# Dirka po Franciji 1985
| Mesto | Ime             | Država     | Ekipa            | Čas          |
| ----- | --------------- | ---------- | ---------------- | ------------ |
| 1     | Bernard Hinault | Francija   | La Vie Claire    | 113h 24' 23" |
| 2     | Greg LeMond     | ZDA        | La Vie Claire    | 1' 42"       |
| 3     | Stephen Roche   | Irska      |                  | 4' 29"       |
| 4     | Sean Kelly      | Irska      |                  | 6' 26"       |
| 5     | Phil Anderson   | Avstralija |                  | 7' 44"       |
| 6     | Pedro Delgado   | Španija    |                  | 11' 53"      |
| 7     | Luis Herrera    | Kolumbija  |                  | 12' 53"      |
| 8     | Fabio Parra     | Kolumbija  | Cafe de Colombia | 13' 35"      |
| 9     | Eduardo Chozas  | Španija    |                  | 13' 56"      |
| 10    | Steve Bauer     | Kanada     | La Vie Claire    | 14' 57"      |

Dirka po Franciji 1985 je bila 72. dirka po Franciji, ki je potekala leta 1985.
To dirka in Dirka po Franciji 1971 si delita prvo mesto po največ prevoženih etapah; celotna dirka je bila tako sestavljena iz kar 25 etap.

## Pregled
| Kategorije                          | Podatki          |
| ----------------------------------- | ---------------- |
| Začetek-konec                       | Plumelec - Pariz |
| Dolžina (km)                        | 4.127            |
| Število etap                        | 22               |
| Povprečna hitrost zmagovalca (km/h) | 36,232           |
| Kolesarjev                          | 180              |
| Tekmo končalo                       | 144              |